# Ezonema
Ezonema ist eine Gattung der Spulwürmer mit zwei Arten. Sie sind Parasiten bei Fischen in Japan.

## Merkmale
Ezonema hat die Eigenschaften der Quimperiinae. Der Ösophagus ist zylindrisch und ohne Pharynx. Eine Mundhöhle ist nicht ausgebildet. Die Deiriden sind sehr groß, hervorstehend und bilden zwei Hörner hinter dem Ösophagus.

## Systematik
Zur Gattung gehören folgende Arten:
- Ezonema bicornis Boyce, 1971
- Ezonema robustum (Wang, 1979)